# Italië op het Eurovisiesongfestival 1990
Italië deed mee aan het Eurovisiesongfestival 1990 in Zagreb (Joegoslavië). Het was de tweeëndertigste deelname van het land.

## Nationale selectie
Net zoals de voorgaande jaren besloot de RAI, de Italiaanse nationale omroep, hun kandidaat voor het Eurovisiesongfestival intern te kiezen. Aanvankelijk had de omroep de band Pooh op het oog, die dat jaar het Festival van San Remo had gewonnen. Toen echter bleek dat die groep niet beschikbaar was, werd de nummer twee van het San Remo-festival, zanger Toto Cutugno naar voren geschoven. Speciaal voor het songfestival schreef hij het lied Insieme: 1992.

## In Zagreb
Het Eurovisiesongfestival van 1990 vond plaats op 5 mei in de Joegoslavische stad Zagreb. Italië trad aan als 19de van 22 landen, net na Zweden en voor Oostenrijk. Toto Cutugno werd geflankeerd door dirigent Gianni Madonini en een achtergrondkoor bestaande uit de Sloveense groep Pepel in Kri.
Bij de puntentelling ontving de Italiaanse inzending van drie landen (Spanje, Cyprus en Ierland) het maximumaantal van 12 punten. Nederland en België schonken allebei 8 punten aan Italië. Noorwegen en het Verenigd Koninkrijk waren de enige landen die geen enkel punt voor Italië over hadden.
Met een totaalscore van 149 punten won Italië voor de tweede keer in de geschiedenis het Eurovisiesongfestival. De voorsprong op Frankrijk en Ierland, die samen op de tweede plaats eindigden, bedroeg 17 punten.

### Gekregen punten

#### Finale
| 12 punten                   | 10 punten                                     | 8 punten                                               | 7 punten     | 6 punten                               |
| --------------------------- | --------------------------------------------- | ------------------------------------------------------ | ------------ | -------------------------------------- |
| - Cyprus - Ierland - Spanje | - Griekenland - Luxemburg - Portugal - Zweden | - België - Finland - Nederland - Turkije - Zwitserland | - Oostenrijk | - Denemarken - Duitsland - Joegoslavië |
| 5 punten                    | 4 punten                                      | 3 punten                                               | 2 punten     | 1 punt                                 |
|                             | - Frankrijk                                   | - IJsland                                              |              | - Israël                               |

### Punten gegeven door Italië

#### Finale
Punten gegeven in de finale:
| 12 punten | Oostenrijk          |
| 10 punten | Joegoslavië         |
| 8 punten  | Spanje              |
| 7 punten  | Denemarken          |
| 6 punten  | Verenigd Koninkrijk |
| 5 punten  | Duitsland           |
| 4 punten  | Cyprus              |
| 3 punten  | IJsland             |
| 2 punten  | Nederland           |
| 1 punt    | Luxemburg           |

1956 · 1957 · 1958 · 1959 · 1960 · 1961 · 1962 · 1963 · 1964 · 1965 · 1966 · 1967 · 1968 · 1969 · 1970 · 1971 · 1972 · 1973 · 1974 · 1975 · 1976 · 1977 · 1978 · 1979 · 1980 · 1981-1982 · 1983 · 1984 · 1985 · 1986 · 1987 · 1988 · 1989 · 1990 · 1991 · 1992 · 1993 · 1994-1996 · 1997 · 1998-2010 · 2011 · 2012 · 2013 · 2014 · 2015 · 2016 · 2017 · 2018 · 2019 · 2020 · 2021 · 2022 · 2023 · 2024 · 2025